# 斎藤玄
斎藤 玄（さいとう げん、1914年8月22日 - 1980年5月8日）は、北海道出身の俳人。本名・俊彦。

## 来歴
北海道函館市春日町（現青柳町）に生まれる。祖父斎藤又右衛門は末広町で呉服屋を営み、函館銀行初代頭取や函館商工会議所初代会長などを務めた地元財界の大物だった。父俊三は咀華と号した画家で、二科展に属し川端龍子や斎藤五百枝らと交流があったが、4歳のときに死別した。親類に上田敏がいる（祖父の妹の夫）。
函館中学校、早稲田大学商科卒。大学在学中、新興俳句に惹かれたことから従兄の杉村聖林子に誘われて「京大俳句」に参加し西東三鬼に師事。当初は三樹雄と号した。1938年、旧北海道銀行に入社。1940年、郷里で「壷」を創刊するが、4年後に休刊。1943年、石田波郷を知り、俳号を玄に改めて「鶴」に投句、のち同人。
1951年、新設の北海道銀行に入行。銀行員としての多忙な生活のため句作を中断。1967年に退職し、道央信用組合の専務理事に就任。翌年に個人誌「丹精」を発刊。妻の癌死を題材にした「クルーケンベルヒ氏腫瘍と妻」と題する句群によって俳壇に復活し注目され、後に川端康成や波郷の絶賛を受ける。1973年、「壷」を復刊。1978年、道央信用組合を退職し旭川市に転居。1979年、第5句集『雁道』で第14回蛇笏賞。北海道在住の俳人としては初の受賞であった（出身者では阿部みどり女がいる）。他の句集に『舎木』『玄』『無畔』など。
晩年は癌との闘病の中、自身の死を見つめる透徹した句を作った。代表句に「明日死ぬ妻が明日の炎天嘆くなり」（『玄』所収）、「たましひの繭となるまで吹雪きけり」（『雁道』所収）などがある。1980年直腸癌により死去。66歳。1986年、『斎藤玄全句集』（永田書房）が刊行される。
滝川市と函館公園に句碑がある。